# شهرستان لیوینگستون (ایلینوی)
شهرستان لیونیگ‌استون، (به انگلیسی: Livingston County) شهرستانی در ایالت ایلی‌نوی ایالات متحده امریکا و بر طبق سرشماری ۲۰۱۰ این شهرستان ۳۸۹۵۰ نفر جمعیت داشته‌است. رشد جمعیت این شهرستان از ۲۰۰۰ تا ۲۰۱۰، حدود ۱٫۸ درصد رشد منفی داشته است
طبق سرشماری ۲۰۱۰، مساحت این شهرستان ۲۷۰۸٫۹ کیلومتر مربع وسعت داشته که از این مقدار ۰٫۱۶ درصد آب و ۹۹٫۸۴ درصد خشکی می‌باشد.

## همسایگان و راه‌ها
همسایگان این شهرستان عبارتند از:
- شمال: شهرستان گراندی
- شمال‌شرق: شهرستان کنکاکی
- شرق: شهرستان نیوتن، ایندیانا
- جنوب‌شرق: شهرستان فورد
- جنوب:
- جنوب‌غرب: شهرستان مک‌لین
- غرب: شهرستان وودفورد
- شمال‌غرب: شهرستان لاسالی

راه‌های اصلی این شهرستان:
1. بزرگراه میان‌ایالتی ۵۵
2. بزرگراه ۲۴ ایالات متحده
3. جاده ۱۷ ایلی‌نوی
4. جاده ۲۳ ایلی‌نوی
5. جاده ۴۷ ایلی‌نوی
6. جاده ۱۱۶ ایلی‌نوی

## شهرها
- پیون‌تیاک، ایلی‌نوی، مرکز شهرستان

| کامپس، ایلی‌نوی   | دوایت، ایلی‌نوی    | فورست، ایلی‌نوی      |
| چتورس، ایلی‌نوی   | ایمنگتون، ایلی‌نوی | لانگ پوینت، ایلی‌نوی |
| کرنل، ایلی‌نوی    | فیربری، ایلی‌نوی   | اودل، ایلی‌نوی       |
| کالوم، ایلی‌نوی   | فلاناگن، ایلی‌نوی  | پیون‌تیاک، ایلی‌نوی   |
| سانومین، ایلی‌نوی | استرو، ایلی‌نوی    |                     |

## جمعیت
این شهرستان بر اساس سرشماری سال ۲۰۰۰ دارای ۳۹۶۷۸ نفر جمعیت بوده‌است.

تراکم نسی جمعیت ۶ نفر بر کیلومتر مربع می‌باشد.

## تاریخچه
این شهرستان در ۱۸۳۷ از شهرستان مک‌لین و شهرستان لاسالی و شهرستان ایروکوبیس جدا شده‌است. این شهرستان نام خود را از ادوارد لیونیگ‌استون، سیاستمدار، شهردار نیویورک، نماینده مجلس نمایندگان و کنگره گرفته‌است.

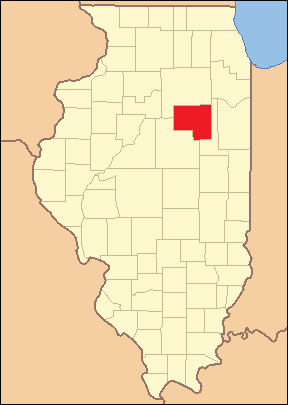
شهرستان لیونیگ‌استون در زمان تشکیل در سال ۱۸۳۷